# Доброе утро (фильм, 1955)
«Доброе утро» — советский художественный фильм режиссёра Андрея Фролова. Снят на киностудии «Мосфильм» в 1955 году.

## Сюжет
Тихая и застенчивая девушка Катя попадает по распределению на строительство автомагистрали, имея профессию водителя. Молодые рабочие очень тепло принимают юную стажёрку и во всём ей помогают. Со временем Катя влюбляется в одного из них — передовика-экскаваторщика Васю Плотникова. Он очень весёлый, жизнерадостный парень, душа компании и любимец всех девушек, но занят исключительно своей персоной, упивается славой и успехом, не обращая внимания на скромную Катю. Работа шофёром на самосвале у экскаватора Плотникова не задалась, и Катя переходит на другой участок работы, где становится персональным шофёром начальника участка Ушатова, однако вскоре за критику он переводит её на самосвал для работы с отстающим экскаваторщиком Ласточкиным. Здесь быстро проявляется её твердый характер, и она становится передовиком строительства.
Однажды для изучения передового опыта Кати приезжает делегация с соседних участков, в состав которой входит и Вася. Фильм заканчивается тем, что Вася и Катя вместе отправляются на строительство очередной магистрали.

## В ролях
- Татьяна Конюхова — Катя Головань
- Юрий Саранцев — Вася Плотников
- Изольда Извицкая — Маша Комарова
- Лев Дуров — Яша Козырев
- Владимир Андреев — Митя Ласточкин
- Нина Агапова — Ирина Ковалёва
- Евгений Матвеев — Сергей Николаевич Судьбинин, начальник строительства
- Иван Любезнов — Михаил Михайлович Бобылёв, заместитель начальника строительства
- Афанасий Белов — Ушатов, начальник участка
- Михаил Пуговкин — Фёдор Кузьмич, заведующий магазином
- Николай Сморчков — Бобров, заместитель Ушатова
- Серафима Холина — Зарубина, подруга Кати
- Маргарита Криницына — девушка на танцевальном вечере, продавщица мороженого
- Светлана Харитонова — девушка на танцевальном вечере
- Михаил Орлов — эпизод

## Съёмочная группа
- Автор сценария: Леонид Малюгин
- Режиссёр-постановщик: Андрей Фролов
- Режиссёр: Михаил Гоморов
- Композитор: Василий Соловьёв-Седой
- Текст песен: Алексей Фатьянов, Соломон Фогельсон, Василий Соловьёв-Седой
- Директор картины: М. Левин

## Критика
Кинокритик Ростислав Юренев считал, что в фильме «есть живые мысли о трудовой морали советских молодых людей, правдивые положительные образы и свежие критические интонации». При этом он добавил, что подлинного остроумия в фильме не было. «И в „Добром утре“, и в фильме „За витриной универмага“, — писал критик, — режиссура оказалась слабее драматургии, тоже не блещущей особыми достоинствами».

## Рецензии
- Яковлев, В. «Доброе утро». Труд, 1955, 11 июня.
- Шмарова, М. Скучная комедия. Сов. культура, 1955, 11 июня.